# Anything but Love
Anything but Love  è una serie televisiva statunitense in 56 episodi trasmessi per la prima volta nel corso di 4 stagioni dal 1989 al 1992.
È una sitcom incentrata sulle vicende di Marty Gold e Hannah Miller, due colleghi nella redazione di una rivista di Chicago con una reciproca attrazione romantica, che lottano per mantenere la loro relazione strettamente professionale. La serie, ideata da Wendy Kout e sviluppata da Dennis Koenig e Peter Noah, fu prodotta da Adam Productions (una società di produzione gestita da John Ritter), in collaborazione con la 20th Century Fox Television.

## Personaggi e interpreti
- Hannah Miller (56 episodi, 1989-1992), interpretata da Jamie Lee Curtis.
- Marty Gold (56 episodi, 1989-1992), interpretato da Richard Lewis.
- Jules Bennett (56 episodi, 1989-1992), interpretato da Richard Frank.
- Catherine Hughes (50 episodi, 1989-1992), interpretata da Ann Magnuson.
- Robin Dulitski (49 episodi, 1989-1992), interpretato da Holly Fulger.
- Mike Urbanek (28 episodi, 1991-1992), interpretato da Bruce Weitz.
- Brian Allquist (22 episodi, 1989-1990), interpretato da Joseph Maher.
- Harold (13 episodi, 1989-1990), interpretato da Billy Van Zandt.
- Kelly (11 episodi, 1989), interpretata da Jane Milmore.
- Norman Keil (6 episodi, 1989), interpretato da Louis Giambalvo.
- Pamela Payton-Finch (6 episodi, 1989), interpretata da Sandy Faison.
- Patrick Serreau (5 episodi, 1991), interpretato da John Ritter.
- Leo Miller (4 episodi, 1989), interpretato da Bruce Kirby.

### Guest star
Tra le guest star: Fred Applegate, Christopher Collins, Jimmy Lee Newman, Mona Lyden, Corbin Bernsen, Richard McGonagle, Austin Pendleton, Jim Maniaci, Paunita Nichols, Nick Toth, John O'Leary.

## Produzione
La serie, ideata da Wendy Kout, fu prodotta da 20th Century Fox Television e Adam Productions e girata negli studios della 20th Century Fox a Century City, Los Angeles in California. Le musiche furono composte da Jeremy Lubbock.

### Registi
Tra i registi della serie sono accreditati:
- Robert Berlinger in 28 episodi (1990-1992)
- Michael Lessac in 18 episodi (1989-1990)
- David Trainer in 2 episodi (1989)
- James Widdoes in 2 episodi (1989)
- Peter Noah in 2 episodi (1991-1992)

### Sceneggiatori
Tra gli sceneggiatori della serie sono accreditati:
- Dennis Koenig in 56 episodi (1989-1992)
- Wendy Kout in 56 episodi (1989-1992)
- Janis Hirsch in 9 episodi (1989-1991)
- Peter Noah in 7 episodi (1989-1992)
- Bruce Rasmussen in 6 episodi (1989-1992)
- Bill Barol in 6 episodi (1990-1992)
- Jane Milmore in 4 episodi (1989-1991)
- Billy Van Zandt in 4 episodi (1989-1991)
- Bill Diamond in 4 episodi (1989-1990)
- Michael Saltzman in 4 episodi (1989-1990)
- Bill Bryan in 3 episodi (1991)
- Alan Kirschenbaum in 2 episodi (1989-1990)
- Barbara Hall in 2 episodi (1989)
- Marjorie Gross in 2 episodi (1991-1992)
- Bruce Helford in 2 episodi (1991)
- David S. Rosenthal in 2 episodi (1992)

## Distribuzione
La serie fu trasmessa negli Stati Uniti dal 7 marzo 1989 al 3 giugno 1992  sulla rete televisiva ABC. In Italia è stata trasmessa con il titolo Anything but Love.
Alcune delle uscite internazionali sono state:
- negli Stati Uniti il 7 marzo 1989 (Anything but Love)
- in Spagna (Cariño de papel)
- in Italia (Anything but Love)

## Episodi
| Stagione         | Episodi | Prima TV USA | Prima TV Italia |
| ---------------- | ------- | ------------ | --------------- |
| Prima stagione   | 6       | 1989         |                 |
| Seconda stagione | 22      | 1989-1990    |                 |
| Terza stagione   | 11      | 1991         |                 |
| Quarta stagione  | 17      | 1991-1992    |                 |